# Ceriodaphnia quadrangula
Ceriodaphnia quadrangula är en kräftdjursart som först beskrevs av Otto Friedrich Müller 1785.  Ceriodaphnia quadrangula ingår i släktet Ceriodaphnia och familjen Daphniidae. Arten är reproducerande i Sverige. Inga underarter finns listade i Catalogue of Life.